# Соболевский, Николай Михайлович
Николай Михайлович Соболевский (р. 06.04.1944) — российский учёный в области математического моделирования взаимодействий адронов и ядер высоких энергий со сложными средами, доктор физико-математических наук.
Профессор (2009), читает курс лекций в МИФИ.
В настоящее время (2015) зав. расчетно-теоретическим сектором Лаборатории нейтронных исследований Института ядерных исследований РАН.
Докторская диссертация: Компьютерные исследования взаимодействия адронов и ядер со сложными средами: 01.04.16. — Москва, 2003. — 298 с. : ил.
Разработал универсальный адронный транспортный код SHIELD, не уступающий зарубежным аналогам.
Публикации:
- Соболевский Н. М. Метод Монте-Карло в задачах о взаимодействии частиц с веществом / Ин-т ядерных исслед. Российской акад. наук. — Москва: ИЯИ, 2007. — ISBN 978-5-94274-027-6.
- Соболевский Н. М. Метод Монте-Карло в задачах о взаимодействии частиц с веществом. — М.: Физматлит, 2017. — ISBN 978-5-9221-1723-4.